# Liberar Geral
Liberar Geral é o terceiro álbum de estúdio da banda Terra Samba, lançado em 1997 pela gravadora RGE.
O álbum recebeu disco de ouro em apenas 1 semana, pelas vendas superiores a 100 mil cópias.

## Faixas
| N.º | Título                                                                                      | Duração |  |
| 1.  | "Liberar Geral"                                                                             | 3:37    |  |
| 2.  | "Romântico Lírico"                                                                          | 3:29    |  |
| 3.  | "Falando de Amor"                                                                           | 3:36    |  |
| 4.  | "Nuvem Passageira"                                                                          | 3:05    |  |
| 5.  | "Pirraça Que Eu Gosto"                                                                      | 2:58    |  |
| 6.  | "Na Trilha do Ilê"                                                                          | 3:10    |  |
| 7.  | "ABC do Terra"                                                                              | 3:35    |  |
| 8.  | "Salada de Fruta"                                                                           | 3:17    |  |
| 9.  | "Dança da Rainha"                                                                           | 3:15    |  |
| 10. | "Coração sem Dono"                                                                          | 3:22    |  |
| 11. | "Bateu Ficou"                                                                               | 3:28    |  |
| 12. | "Hora da Partida"                                                                           | 3:46    |  |
| 13. | "Viva Cazuza" - "Codinome Beija-Flor" - "O Nosso Amor a Gente Inventa" - "O Tempo Não Pára" | 3:05    |  |

## Tabelas

### Tabelas semanais
| Tabela (1999)  | Posição |
| -------------- | ------- |
| Portugal (AFP) | 14      |